# سعود بن سلمان بن عبد العزيز آل سعود
سعود بن سلمان بن عبد العزيز آل سعود ‏(21 ديسمبر 1986 في باريس -) رجل أعمال ومستثمر سعودي. كان يشغل منصب رئيس مجلس الإدارة والرئيس التنفيذي لشركة "Enicayle" ورئيسًا لشركة "Société civile 72 avenue Foch"، معروفٌ على نطاق واسع أنه رائد في مجال بيع الهواتف والحواسيب الصغيرة في إفريقيا، بعدها أصبحت العقارات نشاطه الرئيسي مع رجل الأعمال الفرنسي ياسين البقداوي.

## الحياة الشخصية والمهنية
ولد سعود بن سلمان بن عبد العزيز آل سعود في 21 ديسمبر 1986 في باريس، والدته هي سارة بنت فيصل السبيعي (وهي زوجة والده الثالثه، والمطلقة حاليًا)، وزوجته شروق بنت محمد المجفل. لديهم سلمان.و ساره 2021 و محمد 2024
درس تخصص العلوم السياسية وتخرج من جامعة الملك سعود. وهو يعمل الآن في الأنشطة الخيرية وكذلك الرئيس الفخري لكل من «الجمعية السعودية للإدارة» و«مجلس الجمعيات التعاونية».